# Miles Heizer
Miles Dominic Heizer (Greenville, 16 maggio 1994) è un attore e musicista statunitense.
Il suo ruolo più importante è stato nel film del 2007 Rails & Ties, nel quale ha interpretato Davey Danner. Dal 2010 al 2015, ha recitato nella serie drammatica della NBC Parenthood, nel ruolo di Drew Holt figlio di Sarah Braverman, personaggio interpretato da Lauren Graham; ha inoltre interpretato la parte di Alex Standall nella serie Netflix Tredici e quella di Cal Price nel film Tuo, Simon.

## Biografia

### Primi anni
Miles Heizer è nato il 16 maggio 1994 a Greenville, nel Kentucky. Sua madre è un'infermiera e ha una sorella maggiore di nome Moriah. Da bambino, Heizer si è esibito in una serie di produzioni teatrali comunitarie a Lexington. Si è trasferito con la famiglia a Los Angeles all'età di dieci anni.

### Carriera
Il suo debutto come attore è stato in un episodio di CSI: Miami intitolato "Fuoco incrociato", nel ruolo di Joey Everton. Ha poi recitato nel cortometraggio Paramedic come Young James. Da allora Heizer ha recitato in episodi di Ghost Whisperer - Presenze, Shark - Giustizia a tutti i costi, Bones e Private Practice.
Nel 2007, a 12 anni, Heizer ha interpretato il ruolo di Davey Danner nel film Rails & Ties - Rotaie e legami, per il quale è stato candidato per il 
Young Artist Award al miglior giovane attore protagonista. Quello stesso anno, ha recitato nel ruolo ricorrente di Joshua Lipnicki, per quattro episodi, nella serie televisiva di genere medical drama della NBC E.R. - Medici in prima linea. Nel 2010, è stato scritturato per il ruolo di Drew Holt, figlio del personaggio di Lauren Graham, nella serie drammatica della NBC Parenthood. Heizer ha interpretato la parte di Drew Holt insieme alla sua migliore amica, Mae Whitman, che ha interpretato la sorella del suo personaggio, Amber Holt, fino alla fine della serie nel 2015.
Nel 2013 Miles Heizer ha recitato nel ruolo di Josh nel film Ti lascio la mia canzone. Nel 2015 ha avuto un ruolo secondario, come Marshall Lovett, nel film drammatico-thriller Effetto Lucifero, presentato in anteprima al Sundance Film Festival il 26 gennaio. Nel 2016 Heizer ha interpretato Tommy Mancuso nel film Nerve, al fianco degli attori Emma Roberts e Dave Franco; nel 2017 ha iniziato a interpretare Alex Standall nella serie originale di Netflix Tredici. Nel 2018 ha interpretato il ruolo di Cal Price, uno dei compagni di classe di Simon, nel film drammatico Tuo, Simon.
Sempre nel 2018, Miles ha partecipato alla campagna Logo Remix del marchio GAP.

### Vita privata
Il 14 febbraio 2020 ha reso noto di avere una relazione sentimentale con l'attore canadese Connor Jessup, che in precedenza aveva fatto coming out a giugno durante il pride month.
Nel 2021 è stato fotografato, insieme ai suoi due cani, per una campagna Pride della casa di moda Coach.

## Riconoscimenti
- 2008 – Young Artist Award
  - Nomination Miglior performance in un film - Giovane attore protagonista per Rails & Ties - Rotaie e legami

## Filmografia

### Cinema
- Paramedic, regia di Lior Chefetz - cortometraggio (2006)
- Rails & Ties - Rotaie e legami (Rails & Ties), regia di Alison Eastwood (2007)
- Loon, regia di Sabi Lofgren - cortometraggio (2008)
- The Arm, regia di Jessie Ennis, Brie Larson e Sarah Ramos - cortometraggio (2012)
- Ti lascio la mia canzone (Rudderless), regia di William H. Macy (2014)
- Effetto Lucifero (The Stanford Prison Experiment), regia di Kyle Alvarez (2015)
- The Red Thunder, regia di Alvaro Ron - cortometraggio (2015)
- Memoria, regia di Vladimir de Fontenay e Nina Ljeti (2015)
- Nerve, regia di Henry Joost ed Ariel Schulman (2016)
- Home Movies, regia di Kevin Rios - cortometraggio (2017)
- End of Justice - Nessuno è innocente (Roman J. Israel, Esq.), regia di Dan Gilroy (2017)
- Tuo, Simon (Love, Simon), regia di Greg Berlanti (2018)
- Ex-Husbands, regia di Noah Pritzker (2023)

### Televisione
- CSI: Miami – serie TV, 1 episodio (2005)
- Ghost Whisperer - Presenze (Ghost Whisperer) – serie TV, 1 episodio (2006)
- Shark - Giustizia a tutti i costi (Shark) – serie TV, 1 episodio (2007)
- Bones – serie TV, 1 episodio (2007)
- Private Practice – serie TV, 1 episodio (2007)
- E.R. - Medici in prima linea (ER) – serie TV, 4 episodi (2007)
- Cold Case - Delitti irrisolti (Cold Case)  – serie TV, 1 episodio (2009)
- Parenthood – serie TV, 83 episodi[7] (2010-2015)
- Marte (Mars) – serie TV, 1 episodio (2016) non accreditato
- Tredici (13 Reasons Why) – serie TV, 46 episodi (2017-2020)
- RuPaul's Drag Race – reality show, episodio 10x10 (2018)

## Doppiatori italiani
Nelle versioni in italiano delle opere in cui ha recitato, Miles Heizer è stato doppiato da:
- Mirko Cannella in E.R. - Medici in prima linea, Cold Case - Delitti irrisolti, Nerve, Tuo, Simon[8]
- Ilaria Stagni in Ghost Whisperer - Presenze[9]
- Mattia Nissolino in Parenthood
- Tommaso Zalone in Tredici[10]